# Stadtgemeinde Ptuj

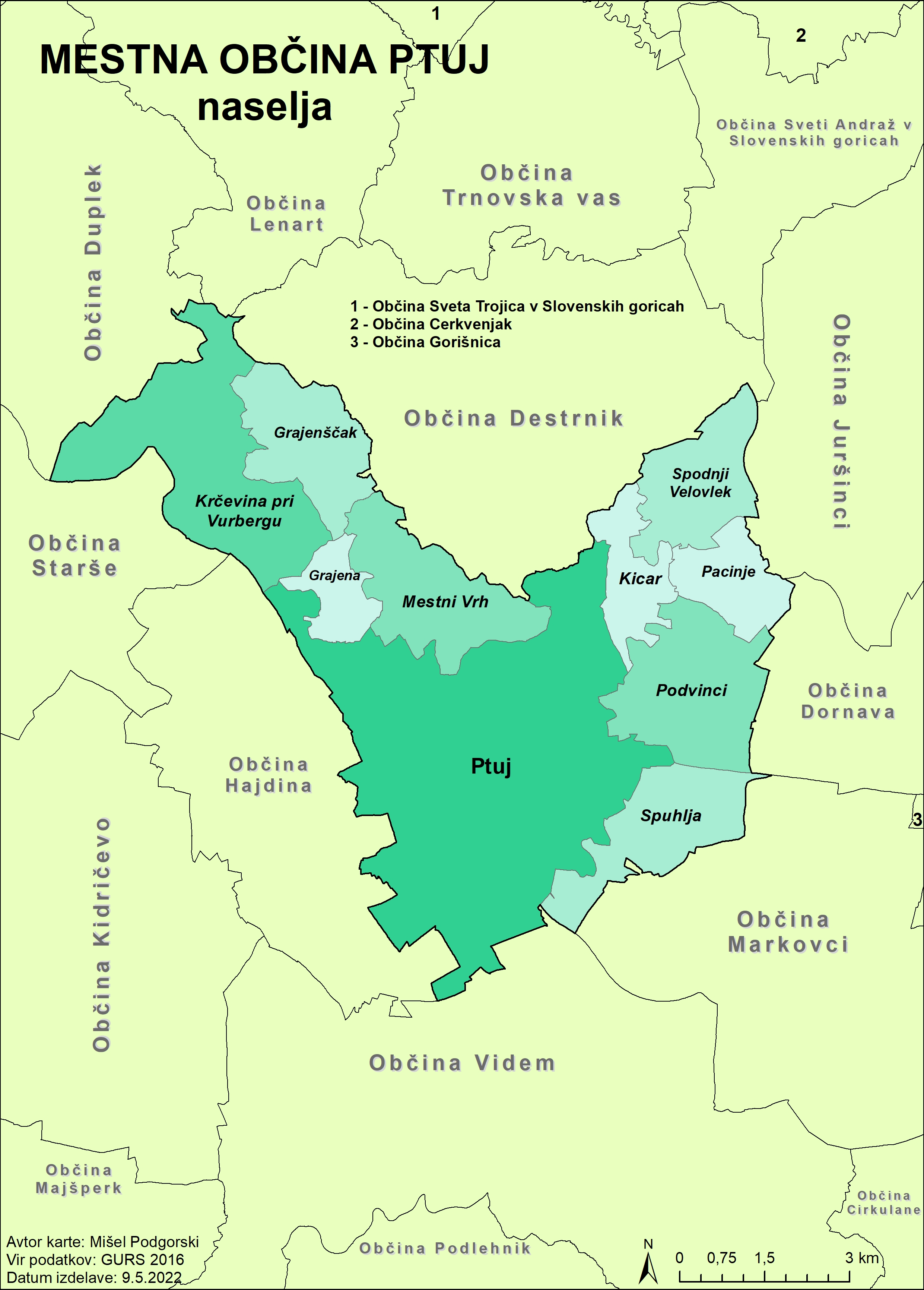
Ortschaften der Stadtgemeinde Ptuj

Die Stadtgemeinde Ptuj (slowenisch Mestna občina Ptuj) ist eine der zwölf Stadtgemeinden Sloweniens. Sie trägt den Namen ihres Hauptortes, der Stadt Ptuj. Ptuj ist die älteste Stadtgemeinde in Slowenien und die älteste Stadt des ehemaligen Herzogtums Steiermark. Die Stadtgemeinde Ptuj liegt in der historischen Landschaft Spodnja Štajerska (Untersteiermark) und in der statistischen Region Podravska.

## Lage
Die Stadtgemeinde Ptuj befindet sich in der östlichen Ecke des Dravsko polje (Draufeld) direkt am linken Ufer des Flusses Drau. Teile der Gemeinde liegen in den Slovenske gorice (Windischen Bühel). Neben der Drau wird die Kommune noch von den Bächen Grajena (Grajenabach) und Ragoznica (Ragosnitzbach) durchflossen, die kurz nach der Stadt in den Ptujsko jezero münden, den Ptujsker Stausee des Wasserkraftwerks Formin.
Die nächsten größeren Städte sind Maribor etwa 23 km nordwestlich und Varaždin in Kroatien ca. 38 km östlich.

## Stadtgliederung
Die Stadtgemeinde gliedert sich in acht Bezirksgemeinschaften (slowenisch: Četrtne skupnosti, Abkürzung: ČS).:
| - ČS Breg-Turnišče - ČS Center - ČS Grajena - ČS Jezero | - ČS Ljudski vrt - ČS Panorama - ČS Rogoznica - ČS Spuhlja |

## Ortschaften und Siedlungen
Darüber hinaus gehören der Gemeinde in 10 Ortschaften und Siedlungen an. Die deutschen Exonyme in den Klammern wurden bis zum Abtreten des Gebietes an das Königreich der Serben, Kroaten und Slowenen im Jahr 1918 vorwiegend von der deutschsprachigen Bevölkerung verwendet und sind heutzutage unüblich.
| - Grajena - Grajenščak (Grajenaberg) - Kicar (Kitzerberg) - Krčevina pri Vurbergu (Kartschovina) - Mestni Vrh (Stadtberg) | - Pacinje (Patzing) - Podvinci (Podvinzen) - Ptuj (Pettau) - Spodnji Velovlek (Untervelovlek) - Spuhlja (Pichldorf) |

## Nachbargemeinden
| Duplek, Lenart | Destrnik                                    | Juršinci |
| Starše         | Kompassrose, die auf Nachbargemeinden zeigt | Dornava  |
| Hajdina        | Videm                                       | Markovci |

## Gemeindepartnerschaften
Ptuj unterhält Partnerschaften mit folgenden Städten und Gemeinden (Stand Juli 2023):
- Burghausen (Deutschland) seit 2001[5]
- Seeboden am Millstätter See (Österreich) seit 2017[6]
- Varaždin (Kroatien) seit 2004[7]
- Aranđelovac (Serbien)[8]
- Banská Štiavnica (Slowakei) seit 2002[9]
- Saint-Cyr-sur-Loire (Frankreich) seit 1999[10]
- Ohrid (Mazedonien) seit 2005[11]